# Camissonia graciliflora
Camissonia graciliflora là một loài thực vật có hoa trong họ Anh thảo chiều. Loài này được (Hook. & Arn.) P.H.Raven mô tả khoa học đầu tiên năm 1964.